# 제이미 케네디
제이미 케네디(Jamie Kennedy, 1970년 5월 25일 ~ )는 미국의 배우이다.

## 출연 작품
- 스크림 2
- 이보다 더 좋을 순 없다
- 애드 아스트라